# ヤンパパ
ヤンパパとは、1994年の流行語である「ヤンママ」の派生語。
「ヤンママ」が「ヤンキー」と「ママ」の合成語であるのと同様に、「ヤンパパ」は「ヤンキーなパパ」の意。大抵の場合は10代後半 - 20歳前後で結婚し子供を授かった男性のことを指す。
最近では「ヤンキー」の語感が薄れ、ただ単に「若い（＝英語Young）パパ」という意味合いで使われる傾向がある。